# Pristava (Borovnica)
Pristava é um assentamento localizado no município de Borovnica na Eslovênia. Possuía uma população estimada de 15 habitantes em 2020.